# James Donahue
James Joseph "Jim" Donahue (Brooklyn, Nova York, 20 d'abril de 1885 – Berkeley, Califòrnia, 15 de març de 1966) va ser un atleta estatunidenc que va competir a començaments del segle xx.
El 1912 va prendre part en els Jocs Olímpics d'Estocolm, on va disputar dues proves del programa d'atletisme. En el pentatló guanyà inicialment la medalla de bronze, però la posterior desqualificació, el 1913, de Jim Thorpe en ser acusat de professionalisme va fer que a Donahue se li atorgués la medalles de plata. El 1982 el COI tornà a reconèixer a Thorpe com a campió olímpic, però se li va mantenir la medalla de plata a Donahue. En el decatló fou cinquè.